# (7209) Cyrus
(7209) Cyrus (3523 P-L) – planetoida z grupy pasa głównego asteroid okrążająca Słońce w ciągu 4,18 lat w średniej odległości 2,59 j.a. Odkryta 17 października 1960 roku.